# Журден, Ансельм Луи Бернар Брешилье
Ансельм Луи Бернар Брешилье Журден (фр. Anselme Louis Bernard Bréchillet Jourdain; 28 ноября 1734, Париж — 16 января 1816, там же) — французский врач-стоматолог, получивший известность благодаря исследованиям болезней полости рта и зубов. Отец востоковеда Амабля Журдена.
Родился в семье генеалога. Изучал гуманитарные науки в лицее Сен-Луи, после смерти матери поступил в иезуитскую коллегию в Руане для получения юридического образования, однако после завершения обучения решил обратиться к изучению медицины, поступив в парижский колледж при отеле Дью. На протяжении шести лет был учеником доктора Моро, специализировался сначала на хирургии, с 1755 года — на стоматологии и челюстно-лицевой хирургии. Был эрудированным в различных областях медицины, на протяжении своей жизни написал множество статей для медицинских журналов, предоставлял некоторые материалы для труда «Histoire de l’anatomie» Антуана Порталя, а также сотрудничал в «L'Année littéraire» Э. Фрерона. В 1759 году подготовил описание существовавших в его время зубоврачебных инструментов.
Наиболее известные сочинения: «Eléments d’odontalgie» (1756); «Essai sur la formation des dents, comparée avec celle des os» (1766); «Traité des maladies et des opérations chirurgicales de la bouches» (1778).